# Fraternidades Monásticas de Jerusalém

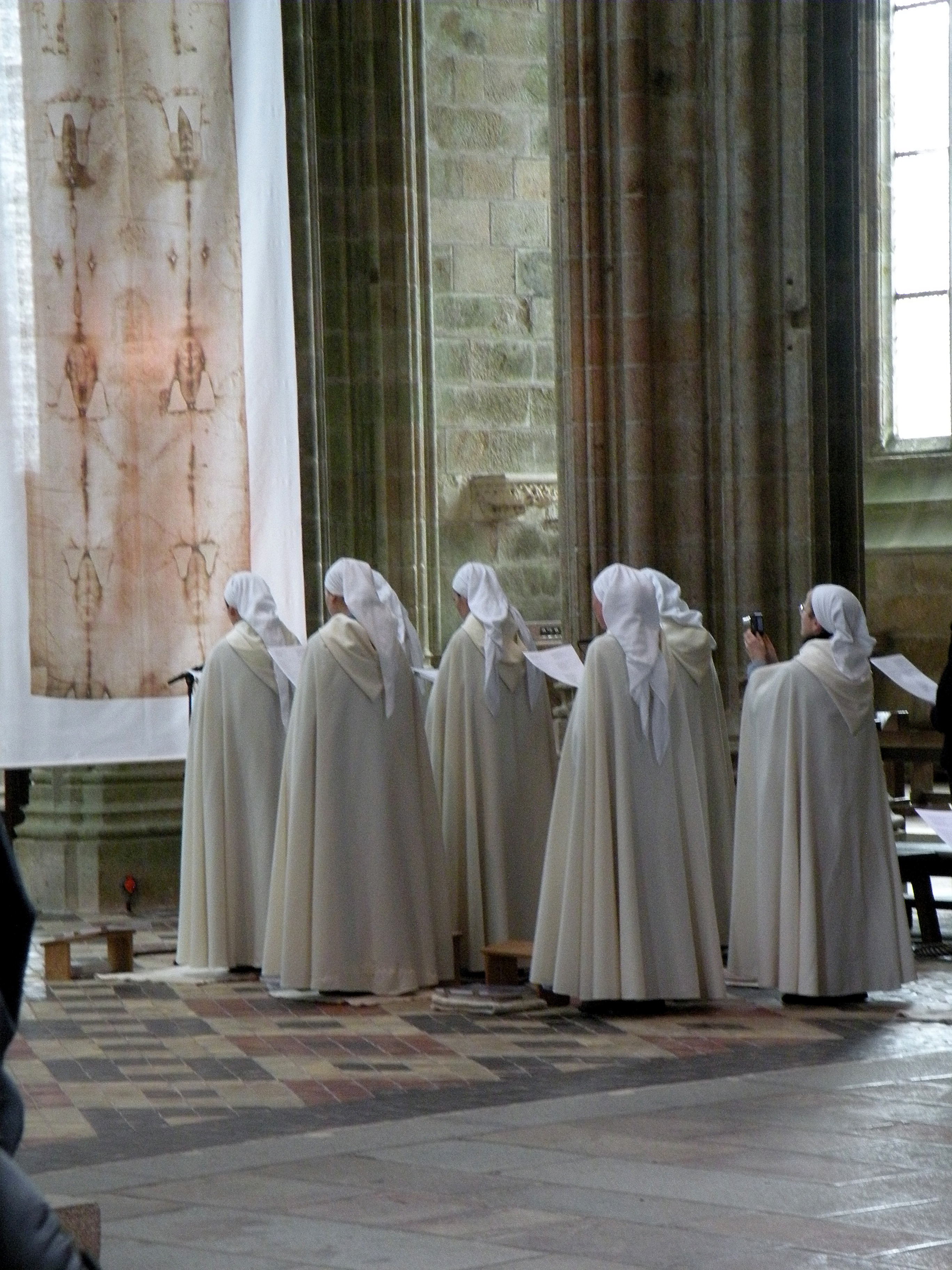
Serviço litúrgico de freiras da fraternidade em Mont-Saint-Michel, na França.

As Fraternidades Monásticas de Jerusalém foram fundadas em 1975 pelo irmão Pierre-Marie Delfieux (m. 2013) com o objetivo de promover o espírito dos padres do deserto (como Charles de Foucauld) no coração das cidades modernas. Na regra monástica da comunidade, Delfieux afirma que Jerusalém foi escolhida por que "...é a cidade dada por Deus aos homens e construída pelos homens para Deus, tornando-se assim a mais importante das cidades do mundo, e por que nossa vocação é sermos habitantes das cidades, você é um monge, uma freira de Jerusalém" (§161).
A comunidade está presente em diversos países:
- Bélgica: Saint-Gilles
- Canadá: Montreal (2004)
- França: Paris (1975), Vézelay (1993), Estrasburgo (1995), Mont-Saint-Michel (2001), La Ferté-Imbault/Indre (departamento) (retiro de Magdala), Lourdes-Ossun
- Alemanha: Colônia, Groß St. Martin (2009)
- Itália: Florença, Pistoia, Gamogna (1998), Trinità dei Monti em Roma (2006)
- Polônia: Varsóvia (2010)